# Spectre (відеогра)
Spectre — відеогра жанру шутера/симулятор танка для комп'ютерів Apple Macintosh, розроблена в 1990 році Peninsula Gameworks і видана в 1991 Velocity Development. Вона являла собою шутер з примітивною тривимірною графікою, подібний до аркадної гри Battlezone. Пізніше гра була видана для Windows, Super NES і FM Towns.
В керівництві з гри до версії на CD-ROM подавалася інформація про умовний сюжет гри, де згадувався боєць на ім'я Харт (англ. Hart), який бореться на віртуальній арені.

## Ігровий процес
Гравець керує танком, який їздить плоским полем бою і на кожному рівні збирає розставлені в різних місцях прапорці. На полі розміщені перешкоди у вигляді геометричних фігур і їздять згенеровані комп'ютером ворожі танки, що намагаються знищити танк гравця. Боєзапас обмежений, але поповнюється збиранням зелених квадратів. На екрані розміщені показники міцності, боєзапасу, набраних очок, прапорців і т. д. Крім того наявний радар, який показує об'єкти поблизу. Камеру огляду можна змінювати: від третьої особи, від першої, і вигляд зверху.
В одиночному режимі гравець може вибрати один з чотирьох типів танків з різними характеристиками: Збалансований, Швидкий, Міцний і Налаштовуваний. Останній тип пропонується створити самому, розподіливши 15 очок характеристик. Кожен наступний рівень складніший за попередній, зростають чисельність ворожих танків і їхня швидкість. З 6-го рівня з'являються оранжеві танки (швидші і міцніші за звичайні червоні), а кожні 10 рівнів броня ворогів збільшується на одне очко. З 9-го рівня гравцеві дається можливість кидати гранати, на які витрачається 10 одиниць боєзапасу і які завдають ушкоджень всім ворогам в радіусі дії.
Гра підтримувала мультиплеєр через мережу AppleTalk з різними режимами.

## Версії
- Версія для Windows, що вийшла 1992, видана Velocity Inc., відрізнялася наявністю текстур в об'єктів довкілля та прапорців, була присутня музика і кілька відеороликів.
- Для SNES гру портували Synergistic Software і видали Cybersoft, Inc. (в США) та GameTec (в Європі) 7 вересня 1994 року. Ця версія мала новий музичний супровід, поле бою отримало шахову розмітку. Перешкоди не мали текстур і їхня різноманітність була меншою. Огляду зверху і радара не було.
- Для FM Towns гру було видано Fujitsu Interactive в 1993 під назвою Megaspectre. Ця версія не мала можливості мультиплеєру[1].

## Продовження
- Spectre Supreme (1993) — ця гра мала аналогічний ігровий процес, але більшу різноманітність об'єктів на арені та ворогів. Вороги після знищення розпадались на частини. Танк гравця міг телепортуватись крізь спеціальні брами. До 8-и гравців мали змогу змагатись одні з одними по мережі в низці режимів[2].
- Spectre VR (1994) — орієнтована на мережеву гру з розширеним набором об'єктів, ворогів і різною зброєю, котру гравці могли підбирати на арені[3].
- Spectre 3D (Spectre: Cybertank Wars, 2010) — видана 21 травня 2010 Brilliant Bytes Software для iPhone, iPod Touch та iPad з осучасненою графікою, зберігаючи стиль оригіналу. Ця гра включає рівні зі Spectre Classic і Spectre VR, та чотири мультиплеєрні гри (Arena, Capture the Flag, Flag Rally, Base Raid) з підтримкою до 16-и гравців по Bluetooth, Wi-Fi або через Інтернет[4].